# Covibiome
CoviBiome (ou Covibiome) est un essai clinique français lancé en avril 2020 par l’Assistance publique - Hôpitaux de Paris (AP-HP), visant à constituer une « banque de selles » pour évaluer l'importance éventuelle du microbiote humain dans la Covid-19. Ceci se fera en étudiant les selles de 300 patients touchés par la Covid-19, pour détecter si la présence/absence de certaines bactéries dans l'intestin peuvent être des indices en termes de pronostics de la Covid-19. C'est un projet fille du projet COVIDef (qui a constitué des cohortes de patients hospitalisés via les services d'urgence, qui s'inscrit parmi les collections biologiques (ou « bio-banques ») créés pour mieux comprendre et traiter la Covid-19 notamment attachées à la cohorte COVIDeF.

## Historique
- Le projet a été proposé et lancé par Harry Sokol, gastro-entérologue à l’hôpital Saint-Antoine à Paris et l’AP-HP, qui s'appuie notamment sur le fait que l'« on sait que le virus peut se répliquer dans l'intestin », et « qu'il y a des symptômes digestifs chez 5 à 20 % des patients [1]. Il semble que les patients qui ont des symptômes digestifs soient plus fréquemment exposés à une forme grave de la maladie. Et parmi les facteurs de risque de faire une forme grave, vous avez l'obésité et le diabète, ce que l'on appelle le syndrome métabolique, et on sait que ces patients ont une altération de leur microbiote » avec « un microbiote enrichi avec notamment une alimentation riche en fibres alimentaires, la grippe va être moins souvent grave et avec des mécanismes qui dépendent de petites molécules produites par le microbiote intestinal qui vont avoir des effets anti-inflammatoires jusqu'aux poumons »[1].

- le 19 avril 2020 le comité d'éthique a donné son accord [2] ;
- le 20 avril 2020 le projet a débuté[2].

Le 30 avril 2020, une autre étude pilote de ce type (nommée EDIFICE, pour Évaluation Diagnostique du microbiote Intestinal des Français Infectés par le Coronavirus) a été lancée par Luxia Scientific (société de biotechnologie spécialisée dans la métagénomique ciblée) avec l'Institut de Recherche Médical de la Clinique Saint-Jean l'Ermitage à Melun. Pilotée par la Professeure Alessandra Cervino, elle veut tester l'hypothèse que la perte de diversité du microbiote intestinal pourrait exposer à un risque accru de COVID-19 et que cette perte (mesurable par l'analyse métagénomique du microbiote) un « marqueur de risque de mauvais pronostic » ; des patients COVID-19 positifs hospitalisés y sont comparés à une population française exposée (personnel médical et paramédical hospitalier). 160 personnes de 18 à 85 ans, dont (50 % hospitalisée et diagnostiquée COVID-19) devraient y participer.

## Questions scientifique
Deux grandes questions sont posées : 
1. La Covid-19 modifie-t-elle le microbiote intestinal ?
2. Le microbiote joue-t-il un rôle dans la maladie ?

## Enjeux thérapeutiques
Selon Harry Sokol : « Une bactérie ou une molécule qui diminue fortement chez les patients qui vont faire une forme sévère, on peut imaginer la ré-apporter pour essayer d'améliorer les choses ».
Deux applications sont espérées : 
1. des tests "très simples" prédictifs de la gravité de l’infection et du type de traitement à préparer (simple ou complexe)[2] ;
2. un médicament ciblé ? Si des bactéries délétères ou favorables pour l’évolution de la Covid-19 sont détectées ; "on pourrait apporter une « bonne » bactérie au patient ou, à l’inverse, viser une bactérie délétère de façon ciblée" [2].

## Résultats
Les résultats de l'essai Covibiome sont espérés pour la fin de l’été 2020.